# No Exit
No Exit (в переводе с англ. — «Нет выхода») — седьмой студийный альбом американской группы Blondie, выпущенный в феврале 1999 года и ставший первой полноформатной работой после The Hunter, выпущенного в 1982 году. Диск достиг № 3 в музыкальных чартах Великобритании, где он, получив статус золотого, был издан в количестве более ста тысяч экземпляров. Хит-сингл из этого альбома «Maria» достиг верхней строчки национального хит-парада Великобритании.

## Об альбоме
Как было характерно для пластинок Blondie, No Exit содержит разные жанры, включая поп, регги и хип-хоп. Майк Чепмен спродюсировал демоверсии лонгплея, но в конце концов No Exit был спродюсирован Крейгом Леоном.
Песня «Out in the Streets», включенная в диск, — кавер-версия хита The Shangri-Las. Blondie записала её ещё в 1975 году, когда они пытались заключить сделку с записывающей компанией (1974—1975 — время, когда группа только начинала выступать и её знали немногие). Демоверсия (её длина — 2:20, в то время как длина песни в альбоме No Exit — 3:03) была включена в антологию 1994 года The Platinum Collection и позднее была включена в 2001 году в цифровое издание дебютника Blondie.
No Exit «подарил» Великобритании два сингла: вышеупомянутый № 1 хит «Maria» и «Nothing Is Real but the Girl», который достиг № 26 в Великобритании. Третий сингл (его название такое же как и у альбома — «No Exit»), который Blondie записала совместно с Mobb Deep, Кулио, U-God и Inspectah Deck объединял классику, хип-хоп, рок и рэп.

## Список композиций
| №   | Название                                            | Текст песни                                   | Музыка                                  | Длительность |
| --- | --------------------------------------------------- | --------------------------------------------- | --------------------------------------- | ------------ |
| 1.  | «Screaming Skin»                                    | Дебора Харри, Роми Эшби                       | Крис Стейн, Ли Фокс                     | 5:37         |
| 2.  | «Forgive and Forget»                                | Крис Стейн                                    | Крис Стейн                              | 4:31         |
| 3.  | «Maria»                                             | Джимми Дестри                                 | Джимми Дестри                           | 4:51         |
| 4.  | «No Exit»                                           | Джимми Дестри, Дебора Харри, Роми Эшби, Кулио | Джимми Дестри, Крис Стейн               | 4:19         |
| 5.  | «Double Take»                                       | Дебора Харри                                  | Крис Стейн                              | 4:12         |
| 6.  | «Nothing Is Real but the Girl»                      | Джимми Дестри                                 | Джимми Дестри                           | 3:13         |
| 7.  | «Boom Boom in the Zoom Zoom Room»                   | Дебора Харри, Роми Эшби                       | Клем Бёрк, Кэти Валентайн, Дэнни Фриман | 4:08         |
| 8.  | «Night Wind Sent»                                   | Дебора Харри, Роми Эшби                       | Ли Фокс, Крис Стейн                     | 4:40         |
| 9.  | «Under the Gun (For Jeffrey Lee Pierce)»            | Крис Стейн                                    | Крис Стейн                              | 4:09         |
| 10. | «Out in the Streets» (кавер-версия The Shangri-Las) | Элли Гринвич, Джефф Барри                     | Элли Гринвич, Джефф Барри               | 3:03         |
| 11. | «Happy Dog (For Caggy)»                             | Дебора Харри, Роми Эшби                       | Крис Стейн                              | 3:24         |
| 12. | «The Dream’s Lost on Me»                            | Роми Эшби                                     | Дебора Харри, Крис Стейн                | 3:19         |
| 13. | «Divine»                                            | Клем Бёрк, Кэти Вэлентайн                     | Клем Бёрк, Кэти Вэлентайн               | 4:14         |
| 14. | «Dig Up the Conjo»                                  | Джимми Дестри                                 | Джимми Дестри, Крис Стейн, Дебора Харри | 4:55         |

| №   | Название                                                                            | Автор(ы)                      | Длительность |
| --- | ----------------------------------------------------------------------------------- | ----------------------------- | ------------ |
| 15. | «Dreaming» (концертная запись выступления в лондонском Лицеуме 22 ноября 1998 года) | Дебора Харри, Крис Стейн      | 3:18         |
| 16. | «Call Me» (концертная запись выступления в лондонском Лицеуме 22 ноября 1998 года)  | Дебора Харри, Джорджо Мородер | 4:46         |
| 17. | «Rapture» (концертная запись выступления в лондонском Лицеуме 22 ноября 1998 года)  | Дебора Харри, Крис Стейн      | 7:19         |

| №   | Название                                                                                  | Автор(ы)                      | Длительность |
| --- | ----------------------------------------------------------------------------------------- | ----------------------------- | ------------ |
| 15. | «Call Me» (концертная запись выступления в лондонском Лицеуме 22 ноября 1998 года)        | Дебора Харри, Джорджо Мородер | 4:47         |
| 16. | «Rapture» (концертная запись выступления в лондонском Лицеуме 22 ноября 1998 года)        | Дебора Харри, Крис Стейн      | 7:07         |
| 17. | «Heart of Glass» (концертная запись выступления в лондонском Лицеуме 22 ноября 1998 года) | Дебора Харри, Крис Стейн      | 6:49         |

| №  | Название                                                                                  | Автор(ы)                      | Длительность |
| -- | ----------------------------------------------------------------------------------------- | ----------------------------- | ------------ |
| 1. | «Call Me» (концертная запись выступления в лондонском Лицеуме 22 ноября 1998 года)        | Дебора Харри, Джорджо Мородер | 4:46         |
| 2. | «Rapture» (концертная запись выступления в лондонском Лицеуме 22 ноября 1998 года)        | Дебора Харри, Крис Стейн      | 7:07         |
| 3. | «Dreaming» (концертная запись выступления в лондонском Лицеуме 22 ноября 1998 года)       | Дебора Харри, Крис Стейн      | 3:21         |
| 4. | «Heart of Glass» (концертная запись выступления в лондонском Лицеуме 22 ноября 1998 года) | Дебора Харри, Крис Стейн      | 6:49         |

| №   | Название                            | Автор(ы)                  | Длительность |
| --- | ----------------------------------- | ------------------------- | ------------ |
| 15. | «Hot Shot» (кавер-версия Карен Янг) | Эндрю Кан, Курт Борусевич | 3:46         |

## Участники записи
Список составлен по сведениям базы данных Discogs.
Blondie:
- Дебора Харри — вокал
- Крис Стейн — гитара
- Джимми Дестри[англ.] — клавишные
- Клем Бёрк — ударные

| Приглашённые музыканты: - Ли Фокс — бас-гитара - Пол Карбонара — ритм-гитара - Джеймс Ченс — саксофон - Кэнди Далфер — саксофон (песня 5) - Хелен Хук — скрипка - Фрэнк Пагано — ударные - Дэйв Айронсайд — саксофон - Роберт Аарон — саксофон-тенор, баритон-саксофон, флейта - Рик Дэвис — тромбон - Кен Фрэдли — труба - Рик Симпсон — программирование ударных - Кулио — вокал (песня 4) - Донна Дестри — бэк-вокал - Касселл Уэбб — бэк-вокал - Джеффри Ли Пирс — бэк-вокал - Нэнси Уэст — бэк-вокал - Тео Коган — бэк-вокал - Роми Эшби — бэк-вокал | Технический персонал: - Крэйг Леон — продюсер, звукорежиссёр (все песни), инженер сведе́ния (песни 1, 7, 9−11, 13, 14) - Касселл Уэбб — ассистент продюсера - Майк Шипли — инженер сведе́ния (песни 2−6, 8) - Рэнди Никлаус — инженер сведе́ния (песня 12) - Майкл Точчи — ассистент звукорежиссёра - Джон Видрикс — ассистент звукорежиссёра - Иэн Бланч — ассистент звукорежиссёра - Милтон Чан — ассистент звукорежиссёра - Таль Миллер — ассистент звукорежиссёра - Джон Тамбурелло — техническая установка - Майкл Блок — техническая инсталляция - Стив Холл — мастеринг-инженер - Роб Рот — арт-директор, дизайнер, фотограф - Яна Патерсон — дизайнер |

## Позиция в хит-парадах и уровни продаж
| Год  | Хит-парад                              | Высшая позиция | Пребывание в чарте |
| ---- | -------------------------------------- | -------------- | ------------------ |
| 1999 | Австралия (ARIA)                       | 72             | нет данных         |
| 1999 | Австрия (Ö3 Austria)                   | 20             | 15 недель          |
| 1999 | Бельгия/Фландрия (Ultratop)            | 45             | 2 недели           |
| 1999 | Великобритания (Physical Albums Chart) | 3              | 19 недель          |
| 1999 | Великобритания (UK Albums Chart)       | 3              | 19 недель          |
| 1999 | Германия (Offizielle Top 100)          | 18             | 23 недели          |
| 1999 | Греция (IFPI)                          | 2              | нет данных         |
| 1999 | Европа (European Albums)               | 8              | нет данных         |
| 1999 | Ирландия (IRMA)                        | 10             | нет данных         |
| 1999 | Испания (AFYVE)                        | 16             | нет данных         |
| 1999 | Канада (RPM Albums Chart)              | 34             | 15 недель          |
| 1999 | Нидерланды (Album Top 100)             | 80             | 7 недель           |
| 1999 | Португалия (AFP)                       | 6              | нет данных         |
| 1999 | США (Billboard 200)                    | 18             | 15 недель          |
| 1999 | Франция (SNEP)                         | 25             | 8 недель           |
| 1999 | Швейцария (Schweizer Hitparade)        | 21             | 17 недель          |
| 1999 | Швеция (Sverigetopplistan)             | 36             | 10 недель          |
| 1999 | Шотландия (Scottish Albums Chart)      | 3              | 16 недель          |

| Хит-парад (1999)                         | Позиция |
| ---------------------------------------- | ------- |
| Великобритания (End of Year Album Chart) | 76      |
| Германия (Offizielle Top 100)            | 66      |
| Европа (European Top 100 Albums 1999)    | 86      |

| Регион                                                      | Сертификация | Продажи   |
| ----------------------------------------------------------- | ------------ | --------- |
| Великобритания (BPI)                                        | Золотой      | 100 000^  |
| Испания (PROMUSICAE)                                        | Золотой      | 50 000^   |
| Португалия                                                  | —            | 8000      |
| США                                                         | —            | 417 000   |
| Итого                                                       |              |           |
| Мир                                                         | —            | 2 000 000 |
| ^ Данные о тиражах приведены только на основе сертификации. |              |           |